# 德尔纳
德尔纳 /ˈdɜrnə/（阿拉伯语： Darnah）是利比亚东部的一个港口城市，人口有8万多人，为德尔纳省的首府。该市是许多移民希腊克里特岛的来源地，坐落于绿山、地中海和沙漠的包围之中。
在2011年利比亚反政府示威中，当地于2月18日即脱离了卡扎菲政府的控制。2023年利比亚洪灾期间，此地受灾严重。